# Podprefektura

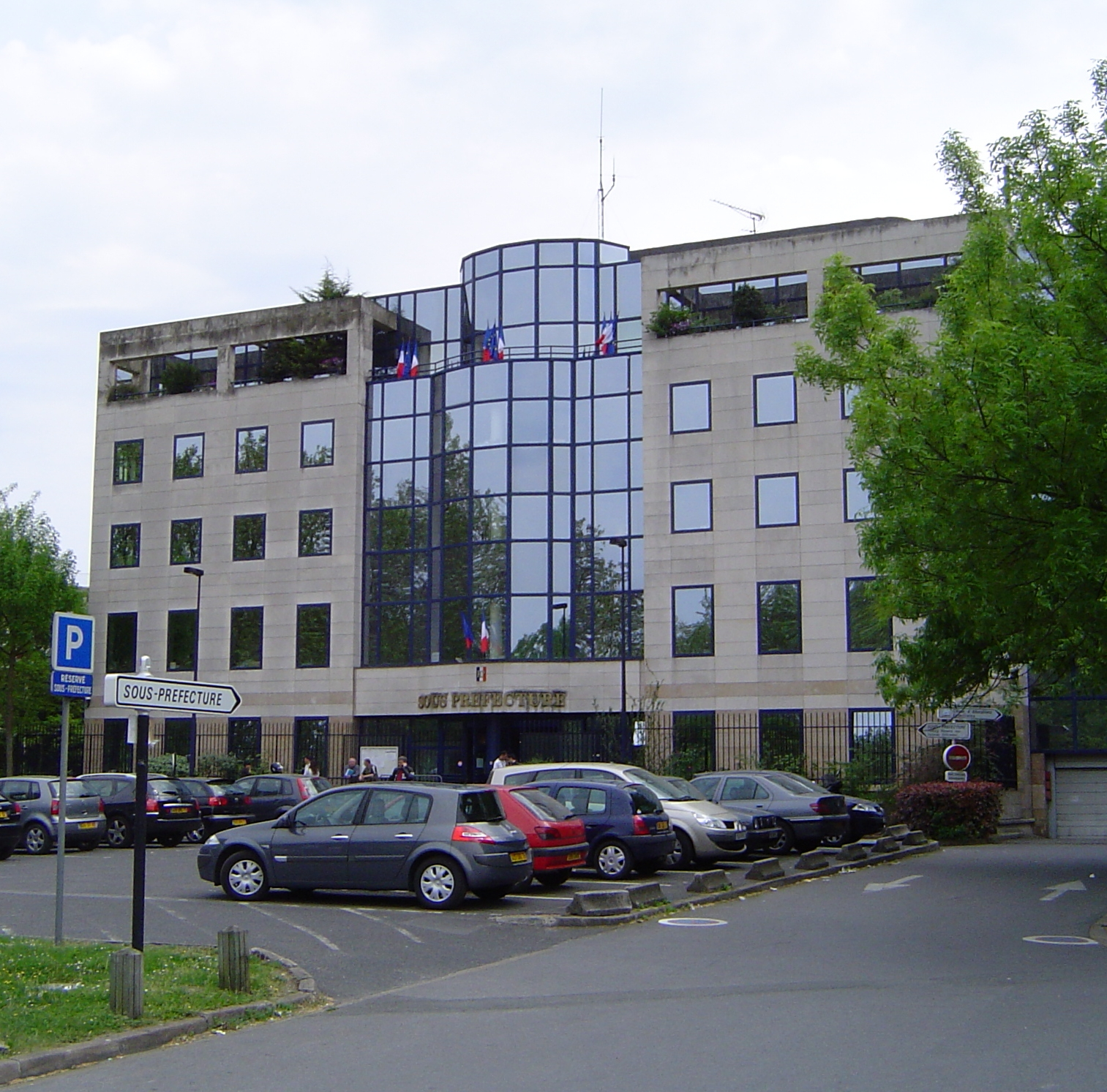
Podprefektura ve francouzském městě Antony

Podprefektura je v některých zemích označení pro územní správní jednotku nebo úřad v rámci vyššího celku (prefektura, provincie nebo obce). Název může být přeneseně použit i na město nebo samotnou budovu, ve které daný správní orgán sídlí.

## Francie
Ve Francii znamená podprefektura (fr. sous-préfecture) podřízený správní orgán v rámci departementu a regionu a jeho územní rozsah odpovídá arrondissementu. V jeho čele stojí podprefekt (fr. sous-préfet). Chef-lieu departementu nemá podprefekturu, zde území spravuje přímo prefekt.

## Brazílie
V Brazílii označuje podprefektura (portugalsky subprefeitura) podřízenou správní jednotku ve větších městech, např. São Paulo nebo Rio de Janeiro. Podprefekt (subprefeito) je zpravidla jmenován prefektem, tj. starostou.

## Japonsko
V Japonsku je podprefektura (japonsky 支庁, šičó, tj. pobočný úřad) podřízená správní jednotka prefektury.